# Koszong (Észak-Korea)
Koszong (hangul: 고성군, Koszong-kun, handzsa: 高城郡, RR: Kosŏng-kun) megye Észak-Koreában, Kangvon (Kangwŏn) tartományban. Még Kogurjo (Koguryŏ) idején alapították. 569-ben kapta a Talhuldzsu (달흘주; 達흘州, Talhŭlju) nevet, később nyerte el a mai nevét. Még Silla idején emelték első ízben megyei rangra.

## Földrajza
Északnyugatról Thongcshon (T'ongch'ŏn), nyugatról Kumgang (Kŭmgang), délkeletről a dél-koreai Kangvon (Gangwon) tartománybeli Koszong (Goseong) megye, keletről és északkeletről a Japán-tenger (Keleti-tenger) határolja.
Legmagasabb pontja az 1639 méter magas Pirobong (비로봉; 毗盧峯, Pirobong).

## Közigazgatása
1 községből (up (ŭp)), 23 faluból (ri (ri)) áll:
| - Koszong-up (고성읍; 高城邑, Kosŏng-ŭp) - Kobong-ri (고봉리; 高峯里, Kobong-ri) - Kuup-ri (구읍리; 舊邑里, Kuŭp-ri) - Kumcshon-ri (금천리; 金川里, Kŭmch'ŏn-ri) - Name-ri (남애리; 南涯里, Namae-ri) - Tupho-ri (두포리; 豆浦里, Tup'o-ri) - Rjomszong-ri (렴성리; 濂城里, Ryŏmsŏng-ri) - Rungdong-ri (릉동리; 陵洞里, Rŭngdong-ri) - Pokszong-ri (복송리; 福松里, Poksong-ri) - Ponghva-ri (봉화리; 烽火里, Ponghwa-ri) - Szamilpho-ri (삼일포리; 三日浦里, Samilp'o-ri) - Szongbuk-ri (성북리; 城北里, Sŏngbuk-ri) - Szunhak-ri (순학리; 順學里, Sunhak-ri) | - Sinbong-ri (신봉리; 新峯里, Sinbong-ri) - Ondzsong-ri (온정리; 溫井里, Onjŏng-ri) - Ungok-ri (운곡리; 雲谷里, Un'gok-ri) - Undzson-ri (운전리; 溫井里, Unjŏn-ri) - Volbiszan-ri (월비산리; 月飛山里, Wŏlbisan-ri) - Csangpho-ri (장포리; 長浦里, Changp'o-ri) - Csonggok-ri (종곡리; 種谷里, Chonggok-ri) - Csudun-ri (주둔리; 駐屯里, Chudun-ri) - Cshogu-ri (초구리; 草邱里, Ch'ogu-ri) - Hegumgang-ri (해금강리; 海金剛里, Haegŭmgang-ri) - Hebang-ri (해방리; 解放里, Haebang-ri) |

## Gazdaság
Koszong (Kosŏng) megye gazdasága élelmiszeriparra, szövőiparra és gépiparra épül.

## Oktatás
Koszong (Kosŏng) megye egy mezőgazdasági főiskolának, 22 általános és 18 középiskolának ad otthont.

## Egészségügy
A megye számos egészségügyi intézménnyel rendelkezik, köztük 1 megyei és kb. 30 helyi kórházzal.

## Közlekedés
A megye közutakon a szomszédos helységek felől közelíthető meg. A megye vasúti kapcsolattal rendelkezik, a Hean (Haean) vonal része.